# Thù vực chu tư lục
Thù vực chu tư lục (殊域周咨录) là quyển sách của viên qua nhà Minh là Nghiêm Tòng Giản (严从简). Sách viết vào đời vua Minh Thần Tông, năm 1574, nói về lịch sử và địa chí các nước xung quanh biên giới hoặc có giao thương với Trung Quốc.
Thời nhà Minh, Trung Quốc có quan hệ thương mại và ngoại giao với nhiều nước xung quanh. Các nước này đa số đều được liệt kê trong sách Thù vực chu tư lục.
Do tư tưởng lấy Trung Quốc làm trung tâm nên sách đều xếp các quốc gia xung quanh vào các nhóm man, di. Sách bị cấm vào thời nhà Thanh vì xếp tộc Nữ Chân vào nhóm Đông Bắc Di (mọi Đông Bắc Trung Quốc).

## Nội dung
Sách gồm 24 quyển, tập trung vào văn hóa, khí hậu, địa lý,... Sách cũng phân các nước ra các nhóm: Đông Di, Tây Nhung, Nam Man, Bắc Địch.
- Đông Di: Triều Tiên, Nhật Bản, Lưu Cầu.
- Nam Man: An Nam, Chiêm Thành, Chân Lạp, Xiêm La, Mãn Lạc Gia, Trảo Oa, Tam Phật Tề, Bột Nê, Tỏa Lý, Tô Môn Đáp Lạt, Tích Lan, Tô Lộc, Ma Lạt[1], Hốt Lỗ Mô Tư (Hormuz), Phật Lăng Ki.
- Tây Nhung: Thổ Phồn, Phất Lâm, Bảng Cát Lạt, Mặc Đức Na, Thiên Phương, Thổ Lỗ Phiên, Cáp Mật Vệ, Xích Cân Mông Cổ, An Định Vệ, A Đoan Vệ, Khúc Tiên Vệ, Hãn Đông Vệ, Hỏa Châu, Tát Mã Nhi Hãn, Diệp Lực Bả Lực, Vu Điền, Cáp Liệt.
- Bắc Địch: Thát Đát, Ngột Lương Cáp.
- Đông Bắc Di: Nữ Chân.[2]

## Phiên bản
- Bắc kinh thư viện, bản in thời Vạn Lịch. Quyển 24 về Nữ Chân bị mất bản gốc và không còn bản sao do bị tiêu hủy vào thời nhà Thanh.
- Viện bảo Tàng cố Cung năm Dân Quốc thứ 19, bản in bằng bản đúc chì.Một trang sách Thù vực chu tư lục nói về An Nam (quyển 6, bản chép tay của Trần Viên 陳垣)

## Đóng góp trong việc nghiên cứu lịch sử Việt Nam
Tác giả Nghiêm Tòng Giản có thời gian dài giữ chức hành nhân trong hành nhân ty, cơ quan chuyên về việc ngoại giao thời xưa. Do đó, tác giả nắm giữ nhiều văn kiện ngoại giao của sứ bộ thời nhà Minh. Tác phẩm Thù vực chu tư lục phần nói về Việt Nam, Chiêm Thành, Chân Lạp, Vân Nam (quyển 5,6,7,8,9) có một số thông tin riêng mà chính sử Trung Quốc không đề cập.
- Quyển 5[3] và 6[4] nói về An Nam:
  - Sách cho rằng sự kiện năm 975, nhà Tống sắc phong Đinh Tiên Hoàng làm Giao Chỉ quận vương là dấu mốc mà chính quyền phong kiến Trung Quốc chính thức từ bỏ ý định sáp nhập vùng đất Giao Chỉ vào bản đồ Trung Nguyên.[3]
  - Sách cho rằng cuộc chiến Tống - Việt 1075-1077, quân Tống thắng lợi khi giết được quan hầu nhà Lý là Hồng Chân. Thế nhưng, nhà Tống vẫn phải giao châu Quảng Nguyên cho An Nam.[3]
  - Sách ghi nhận năm 1174, nhà Tống phong vua Lý Thiên Tộ làm An Nam quốc vương, khởi đầu cho quốc hiệu An Nam.[3]
  - Sách có ghi việc Lý Chiêu Thịnh  (昭盛) nhường ngôi cho chồng là Trần Nhật Cảnh (陳日煚). Nhưng sách đề cập các chiến thắng của nhà Trần trước quân Mông Nguyên.
  - Năm 1368, Chu Nguyên Chương lên ngôi, sai sứ (Lưu Địch Giản, Dịch Tế) sang báo cho nước ta. Vua Trần Nhật Khuể (日煃) sai sứ sang xin phong, trở thành vị quân chủ đầu tiên sai sứ sang cầu phong nhà Minh.
  - Sách cho rằng, trước đây các vua An Nam chỉ chấp tay làm lễ khi nhận sắc phong, tới thời Trần Nhật Kiên (日熞) mới cùng bề tôi quay mặt về phương Bắc quỳ nhận, dập đầu, cúi đầu, làm lễ.
  - Sách ghi chép lại việc Trương Dĩ Ninh khi đi sứ sang nước ta, được Chu Nguyên Chương tặng thơ.
  - Sách ghi lại việc tranh chấp biên giới năm 1397 cuối thời Trần Nhật Côn (日焜).
- Quyển 8, phần nói về Chân Lạp[5], tác giả đặc biệt nhận xét về sự trọng thị của nhà Tống đối với nước ta:
  - Lại xét Tống sử (《宋史》), ghi năm Sùng Ninh thứ năm (1106), ... Bộ Thượng thư tâu rằng: “Bồ Cam và quốc vương của họ không thể xem như nước phụ thuộc nhỏ, xin đối đãi như các nước lớn như Giao Chỉ.” Triều đình chấp thuận. Xét ra, thời Tống rất coi trọng Giao Chỉ, thường xếp trên các nước phiên khác. Như năm Cảnh Đức thứ tư (1007), Giao Chỉ sai sứ Hoàng Nhã Thành vào cống, gặp lúc đại yến ở điện Hàm Nguyên, Tống Chân Tông thấy Nhã Thành ngồi xa, muốn nâng vị trí ... Bèn cho Nhã Thành ngồi ngang hàng quan ngũ phẩm Bộ Lễ... Từ đó thấy rằng, triều Tống đối với Giao Chỉ rất trọng vọng... Lại nữa, triều Tống phong vương cho các nước phiên, còn ban thêm quan tước, như Giao Chỉ...